# Budziszewice (Grande-Pologne)
Pour les articles homonymes, voir Budziszewice.
Budziszewice (prononciation : [bud͡ʑiʂɛˈvit͡sɛ]) est un village polonais de la gmina de Skoki dans le powiat de Wągrowiec de la voïvodie de Grande-Pologne dans le centre-ouest de la Pologne.
Il se situe à environ 6 kilomètres à l'ouest de Skoki (siège de la gmina), 18 kilomètres au sud-ouest de Wągrowiec (siège du powiat), et à 32 kilomètres au nord de Poznań (capitale de la Grande-Pologne).

## Histoire
De 1975 à 1998, le village faisait partie du territoire de la voïvodie de Poznań.

Depuis 1999, Budziszewice est situé dans la voïvodie de Grande-Pologne.